# مردان ایکس (فیلم)
مردان ایکس (به انگلیسی: X-Men) فیلمی اکشن علمی - تخیلی و ابرقهرمانی آمریکایی، به نویسندگی دیوید هیتر و کارگردانی برایان سینگر و محصول سال ۲۰۰۰ است. این فیلم بر پایه مجموعه کتاب‌های مصوری از مارول کامیکس با همین نام ساخته شده‌است و همچنین اولین قسمت در مجموعه فیلم‌های مردان ایکس به‌شمار می‌رود. در این فیلم بازیگرانی همچون هیو جکمن، پاتریک استوارت، ایان مک‌کلن، هلی بری، فامکه یانسن، جیمز مارسدن، بروس دیویسن و ربکا رومین ایفای نقش می‌کنند. دنباله این فیلم با نام مردان ایکس ۲ در سال ۲۰۰۳ اکران شد.

## داستان
در لهستان اشغالی نازی در سال ۱۹۴۴، اریک لهنشِر چهارده ساله هنگام ورود به اردوگاه آشویتس از والدینش جدا می‌شود. او در تلاش برای رسیدن به آنها باعث خم شدن دروازه‌های فلزی به‌سمت خود می‌شود که ناشی از توانایی جهش‌یافته‌اش در تولید میدان‌های مغناطیسی است. با این حال، توسط نگهبانان بیهوش می‌شود.
در زمان حال، سناتور آمریکایی رابرت کلی تلاش می‌کند تا قانون «ثبت نام جهش‌یافته‌ها» را در کنگره تصویب کند که بر اساس آن جهش‌یافته‌ها مجبورند هویت و توانایی‌های خود را افشا کنند. در نزدیکی آنجا، جهش‌یافته تله‌پات چارلز اگزاویر حضور اریک، که اکنون با نام «مگنتو» شناخته می‌شود را می‌بیند و نگران واکنش او به این قانون است.
در مری‌لند می‌سی‌سی‌پی، ماری هفده ساله به‌طور تصادفی دوست پسرش را به کما می‌برد پس از آنکه او را بوسید، به‌دلیل توانایی جهش‌یافته‌اش در جذب نیرو و قدرت دیگران. او با نام «روگ» شناخته می‌شود و به آلبرتا فرار می‌کند، جایی که با لوگان، معروف به «ولوورین»، جهش‌یافته‌ای با توانایی بهبود فوق‌العاده و چنگال‌های فلزی آشنا می‌شود. سَبرتوث، یکی از اعضای برادران مگنتو، به آنها حمله می‌کند اما اعضای گروه اگزاویر، سایکلاپس و استورم، آنها را نجات می‌دهند. لوگان و روگ به مدرسه جهش‌یافته‌های اگزاویر در شهرستان وسترچستر، نیویورک آورده می‌شوند. اگزاویر معتقد است مگنتو قصد دارد لوگان را دستگیر کند و از او می‌خواهد بماند تا موضوع را بررسی کند. در همین حال، روگ در مدرسه ثبت‌نام می‌کند و به بابی دریک، جهش‌یافته‌ای با توانایی کنترل یخ، علاقه‌مند می‌شود.
اعضای برادران تواد و میستیک، سناتور کلی را ربوده و به مخفیگاه خود در جزیره ناشناخته جنوشا می‌برند. مگنتو از کلی به‌عنوان نمونه آزمایشی برای ماشینی استفاده می‌کند که با توانایی‌های مغناطیسی او تابشی ایجاد می‌کند که در انسان‌های عادی جهش ایجاد می‌کند. کلی که اکنون جهش یافته است، موفق می‌شود فرار کند. روگ در شب هنگام به دیدار لوگان می‌آید، اما او ناخواسته او را با چنگال‌های خود زخمی می‌کند. روگ توانایی بهبود لوگان را جذب می‌کند و بهبود می‌یابد. میستیک که خود را به شکل بابی دریک درآورده، به روگ می‌گوید اگزاویر از او عصبانی است و باید مدرسه را ترک کند. اگزاویر با استفاده از دستگاه مکان‌یاب جهش‌یافته‌ها به نام سرِبرو، روگ را در ایستگاه قطار پیدا می‌کند و گروه جهش‌یافته‌ها برای آوردن او حرکت می‌کنند. میستیک وارد سرِبرو شده و آن را خراب می‌کند.
لوگان پیش از رسیدن استورم و سایکلاپس به ایستگاه، روگ را می‌یابد و او را قانع می‌کند که بازگردد. پیش از حرکت، مگنتو می‌رسد، لوگان را از پا در می‌آورد و روگ را اسیر می‌کند، و آشکار می‌کند که روگ هدف اوست نه لوگان. اگزاویر تلاش می‌کند با کنترل ذهنی سبرتوث، او را متوقف کند اما وقتی مگنتو به پلیس تهدید می‌کند که اگر دخالت کنند، اقدام خشونت‌آمیزی خواهد کرد، مجبور می‌شود دست از کنترل بردارد و بدین ترتیب برادران با روگ فرار می‌کنند.
کلی به مدرسه می‌رسد و اگزاویر ذهنش را می‌خواند تا درباره ماشین مگنتو اطلاعات کسب کند. آنها متوجه می‌شوند که نیروی زیادی برای به کار انداختن دستگاه لازم است و مگنتو قصد دارد نیروهای خود را به روگ منتقل کرده و او را فدای قدرت دستگاه کند. بدن کلی جهش را پس می‌زند و به مایع تبدیل می‌شود. اگزاویر سعی می‌کند روگ را با سرِبرو پیدا کند اما میستیک با خرابکاری باعث به کما رفتن او می‌شود. ژان گری که تله‌پات و تله‌کینتیک است، سرِبرو را تعمیر می‌کند و متوجه می‌شود که برادران قصد دارند دستگاه را روی جزیره آزادی نصب کنند تا رهبران جهان را که در اجلاس نزدیک جزیره الیس هستند، جهش دهند. جهش‌یافته‌ها از مجسمه آزادی بالا رفته و با برادران مبارزه می‌کنند، در حالی که مگنتو قدرتش را به روگ منتقل می‌کند و دستگاه را فعال می‌کند. لوگان مگنتو را به مبارزه می‌طلبد و حواسش را پرت می‌کند، سایکلاپس او را زمین‌گیر می‌کند و لوگان دستگاه را نابود می‌کند. مگنتو قدرتش را به روگ منتقل می‌کند که او را جوان می‌کند اما خودش ناتوان می‌شود.
اگزاویر و لوگان از کما بهبود می‌یابند. گروه متوجه می‌شود که میستیک از نبرد جزیره فرار کرده و خود را جای کلی جا زده است. اگزاویر لوگان را به یک مرکز نظامی متروکه در کانادا می‌برد تا گذشته‌اش را نشان دهد و سپس از مگنتو که اکنون در زندانی پلی‌کربناتی است دیدار می‌کند. مگنتو هشدار می‌دهد که روزی فرار کرده و مبارزه را ادامه خواهد داد و اگزاویر پاسخ می‌دهد که همیشه آماده مقابله با او خواهد بود.